# 纳比尔湾
纳比尔湾（俄语：Набильский Залив），又名布塔科夫湾（俄语：Залив Бутакова），是萨哈林岛东海岸北部的海湾，长约20公里。在北部通过阿斯兰别格夫海峡与鄂霍次克海相通，隔沙嘴与海分开。纳比尔河、奥尔库尼河、瓦济河和加马杰什河注入该湾，纳比尔河口形成了三角洲。“纳比尔湾”的名字来源于尼夫赫语“野兽的地方”，“布塔科夫湾”的名字是为了纪念海军将军格里高利·伊万诺维奇·布塔科夫。